# Норашен (Арагацотн)
Норашен (вірм. Նորաշեն) — село в марзі Арагацотн, на північному заході Вірменії. Село розташоване за 35 км на північний захід від міста Апаран, за 12 км на схід від міста Артік, за 3 км на схід від села Гехадір та за 3 км на північний схід від села Мец Манташ сусіднього марзу Ширак. На південь від села розташоване Манташське водосховище та гора Арагац.